# Le Quatrième Étage
Pour plus de détails, voir Fiche technique et Distribution.
Le Quatrième Étage (The 4th Floor) est un film américain réalisé par Josh Klausner (en), sorti en 1999.

## Synopsis
Jade Emelin (Juliette Lewis) hérite d'un appartement à New York. Mais ses voisins ne sont pas du tout ravis de la voir, ils vont vite se montrer menaçants.

## Fiche technique
- Titre : Le Quatrième Étage
- Titre original : The 4th Floor
- Réalisation : Josh Klausner (en)
- Scénario : Josh Klausner (en)
- Production : Boaz Davidson (en), Naomi Despres, John Thompson, William Vince (en), Brad Weston, Danny Dimbort, Avi Lerner, Danny Lerner et Trevor Short
- Sociétés de production : Millennium Films et Top Floor Productions Inc.
- Musique : Brian Tyler
- Photographie : Michael Slovis (en)
- Montage : Tricia Cooke
- Décors : Tim Galvin
- Costumes : Margaret Mohr
- Pays d'origine : États-Unis
- Format : Couleurs - 1,85:1 - Stéréo - 35 mm
- Genre : Thriller, horreur
- Durée : 90 minutes
- Dates de sortie : 1999 (États-Unis), 16 août 2000 (France)

## Distribution
- Juliette Lewis : Jane Emelin
- William Hurt : Greg Harrison
- Shelley Duvall : Martha Stewart
- Austin Pendleton : Albert Collins
- Tobin Bell : le serrurier
- Robert Costanzo : l'exterminateur
- Sabrina Grdevich : Cheryl
- Artie Lange : Jerry
- George Pottle : Mr Bryant
- Lorna Millican : Mme Bryant
- Todd Green : le voisin Drag Queen
- Paul Oullette : le danseur de tango
- Ardon Bess (en) : le propriétaire du magasin
- Heidi Jo Markel : Ashley
- Mark A. Owen : le livreur de télévision

## Autour du film
- Le tournage s'est déroulé en septembre 1998 à New York et Saint-Jean, au Canada.

## Bande originale
- Mantra Down, interprété par L7
- Belle in Love, interprété par Brian Tyler
- Undershadow, interprété par Brian Tyler